# Ivan Evanđelist
Sveti Ivan Evanđelist (grč. Εὐαγγελιστής Ἰωάννης, heb. יוחנן Johanan, "Gospodin je milostiv"; Betsaida, oko 15. – Patmos, oko 100.), apostol i evanđelist, svetac, pisac Evanđelja po Ivanu, Prve Ivanove poslanice, Druge Ivanove poslanice, Treće Ivanove poslanice i Knjige Otkrivenja. U kalendaru Katoličke crkve, njegov spomendan se obilježava 27. prosinca i slavi se u bijeloj liturgijskoj boji.

## Životopis
Podrijetlom je Židov iz Galileje. Roditelji su mu bili Zebedej i sveta Saloma, a brat mu bijaše sveti Jakov Stariji. Prvotno je s obitelji bio ribar na Galilejskom moru pa učenik i suradnik sv. Ivana Krstitelja. Prvi je sa sv. Andrijom pošao za Kristom. Nalazi se, uz sv. Petra i sv. Jakova Starijega, svoga brata, u užoj skupini učenika, koju Isus u određenim okolnostima uzima sa sobom, u čemu se očituje Isusov prisniji odnos s tom trojicom. U Evanđeljima se dva brata često nazivaju "Zebedejevi", po svome ocu, a Krist im, zbog njihova energičnog i eksplozivnog temperamenta nadjene ime "Sinovi groma". Zajedno je s Petrom i Jakovom kada Isus, u Kafarnaumu, ulazi u Petrovu kuću kako bi mu ozdravio punicu; s ostalom dvojicom slijedi Krista u kuću nadglednika sinagoge Jaira, čija je kći vraćena u život; slijedi ga dok se uspinje na goru Tabor gdje će svjedočiti Preobraženju Gospodnjem; uz njega je na Maslinskoj gori kad, pred veličinom Hrama, izgovara besjedu o svršetku grada i svijeta; blizu mu je kad se u Getsemanskom vrtu povlači kako bi uputio molitvu Ocu prije muke.
Prvog dana Pashe zajedno s Petrom, s kojim je uvijek gajio najdublje prijateljstvo, po Isusovom zahtjevu priprema i posljednju večeru. Unatoč opasnosti, najveću vjernost i hrabrost pokazao je kada je ostao, kao jedini od apostola, zajedno s Djevicom Marijom, Isusovom tetom Marijom Kleofinom i Marijom Magdalenom podno raspetog Isusa. Tada je Isus svoju Majku povjerio baš njemu, da se za nju brine. 
Nakon uskrsnuća, ponovno nalazimo Zebedejeve sinove, zajedno s Petrom i ostalima, u bezuspješnom noćnom ribolovu, nakon kojega, zahvatom Uskrsloga, dolaze do čudesnog ulova. Tada je upravo učenik kojeg je Isus ljubio taj koji prvi prepoznaje Gospodina i to kaže Petru. Sv. Ivan i sv. Petar pojavljuju se zajedno kada su na prvu Pedesetnicu, puni Duha Svetog propovijedali mnoštvu te ga krstili ili kada čine prvo čudo ozdravljenja nakon Isusovog uzašašća ozdravivši čovjeka koji bijaše hrom više od četrdeset godina, a što ih je dovelo pred židovsko vijeće glavara, starješina, pismoznanaca i svećenika, pred kojima su neustrašivo govorili o Isusu kao Kristu, unatoč prijetnjama koje su im ovi upućivali. Nakon obraćenja Samarije poslaše tamo Petra i Ivana pa se pomoliše za njih da bi primili Duha Svetoga
Od tada pa do zadnje trećine 1. st. nisu poznati gotovo nikakvi podatci o životu sv. Ivana ni iz tradicije ni iz pisama. Znamo da je bio prisutan Apostolskom koncilu u Jeruzalemu, oko 50. g., gdje se uz sv. Petra i sv. Jakova Mlađega ubraja među stupove prve Crkve. Sv. Irenej, crkveni otac, koji je bio učenik sv. Polikarpa iz Smirne, učenika sv. Ivana Evanđelista, bio je siguran izvor podataka o apostolu. Po sv. Ireneju spoznajemo da se Ivan, nakon Petrovog i Pavlovog mučeništva, 60-ih. g. nastanjuje u Efezu u Maloj Aziji imenujući biskupe i osnivajući kršćanske zajednice. 
Tradicija nam govori kako je bio odveden u Rim gdje ga je car Domicijan osudio na paljenje u vrelom ulju. Međutim, čudesno se izbavio od smrti. Ivan je potom bio osuđen na rad u rudnicima na zatvorskom otoku Patmosu gdje je u Špilji Otkrivenja napisao Otkrivenje. Nakon Domicijanove smrti na čelo Rima dolazi Nerva i Ivan se slobodno vraća u Efez, gdje je napisao ostatak svojih rukopisa. Smatra ga se odgovornim za evangelizaciju područja Male Azije zbog čega su ga Rimljani kažnjavali. Smatra se da je sv. Ivan bio najmlađi od dvanaet Isusovih izabranika te da ih je sve nadživio. Doživio je duboku starost te bijaše jedini od apostola koji nije prošao kroz mučeničku smrt. Umro je oko 100. g. za vrijeme vladavine cara Trajana u Efezu.

## Značaj
Njegovo evanđelje, napisano je za kršćane koji su potekli iz poganstva. U njima želi utvrditi vjeru u mesijanstvo i božanstvo Isusa Krista. Osim Evanđelja napisao je tri poslanice i Otkrivenje. Sve su te njegove knjige pune najdublje teologije. Ivanove poslanice mogu se nazvati, a posebno prva, poslanicama ljubavi, jer u njima dolazi 31 puta glagol "ljubiti" te 21 puta imenica "ljubav". On nam je u njima dao i najdivniju definiciju Boga: "Bog je ljubav!"
Otkrivenje je proročka knjiga, o konačnoj pobjedi Isusa Krista. Napisao ju je na grčkom otoku Patmosu. Zaštitnik je teologa, pisaca, knjižnjičara, izdavača knjiga i novina, skladatelja, slikara, prijateljstva, Male Azije i mnogih biskupija i župa u raznim dijelovima svijeta. Jedna redovnička zajednica, osnovana 1975. godine, posvećena je svetom Ivanu Evanđelistu i nazvana je po njemu: Zajednica svetog Ivana.

## U umjetnosti
Kršćanska umjetnost tradicionalno prikazuje sv. Ivana Evanđelista s dugom svijetlom kosom, bez brade i dječačkog izgleda, što sve osim mladosti simbolizira njegovu čistoću i dobru narav. Također ga se prikazuje i potpuno suprotno kao sjedobradog starca. 
Ivanov glavni atribut je orao koji simbolizira "visine koje on dosiže u prvom poglavlju svog evanđelja". Prikazuje ga se i kako drži pero, kalež ili palmu.

## Vanjske poveznice
Mrežna mjesta
- Sveci.net - Sv. Ivan Evanđelist  Arhivirana inačica izvorne stranice od 13. siječnja 2016. (Wayback Machine)
- Duhos.com Sv. Ivan Apostol i Evanđelist  Arhivirana inačica izvorne stranice od 24. ožujka 2016. (Wayback Machine)
- Ivan, sv. Hrvatska enciklopedija